# Gravissimum educationis

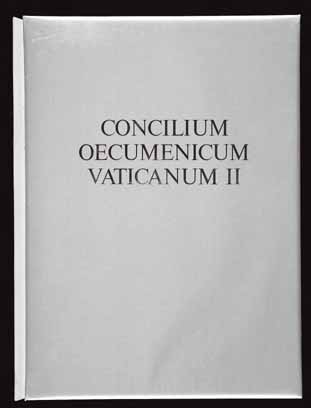
Zweites Vatikanisches Konzil

Gravissimum educationis (GE) heißt, nach ihren Anfangsworten, die Erklärung über die christliche Erziehung, die vom Zweiten Vatikanischen Konzil formuliert und am 28. Oktober 1965 von Papst Paul VI. promulgiert wurde.

## Präambel
Die Konzilsväter sprechen von der Bedeutung der Erziehung für den Menschen und den gesellschaftlichen Fortschritt. Sie verweisen auf die Allgemeine Erklärung der Menschenrechte von 1948, die Erklärung der Rechte des Kindes von 1959 und auf das (europäische) Zusatzprotokoll zur Konvention zum Schutze der Menschenrechte und Grundfreiheiten von 1952, in denen das Recht der Kinder und Eltern niedergelegt ist. In Anlehnung an die UN-Charta von 1948 heißt es eingangs: 

„Alle Menschen, gleich welcher Herkunft, welchen Standes und Alters, haben kraft ihrer Personenwürde das unveräußerliche Recht auf eine Erziehung, die ihrem Lebensziel, ihrer Veranlagung, dem Unterschied der Geschlechter Rechnung trägt, der heimischen kulturellen Überlieferung angepaßt und zugleich der brüderlichen Partnerschaft mit anderen Völkern geöffnet ist, um der wahren Einheit und dem Frieden auf Erden zu dienen.“

## Kernaussagen
- Alle Getauften haben das Recht auf eine christliche Erziehung.
- Da die Eltern ihren Kindern das Leben schenkten, haben sie die überaus schwere Verpflichtung und das bevorzugte Recht zur Erziehung ihrer Kinder.
- Unter allen Erziehungsmitteln hat die Schule eine ganz besondere Bedeutung.
- Die Eltern, die zuerst und unveräußerlich die Pflicht und das Recht haben, ihre Kinder zu erziehen, müssen in der Wahl der Schule wirklich frei sein.
- Da die Kirche um ihre eigene Pflicht weiß, für die sittliche und religiöse Erziehung der Gläubigen zu sorgen, „muss sie mit besonders liebevoller Hilfsbereitschaft der großen Zahl jener nahe sein, die ihre Ausbildung in nichtkatholischen Schulen erhalten: durch das lebendige Vorbild jener Katholiken, die sie dort lehren und leiten, durch das apostolische Wirken ihrer Mitschüler, vor allem aber durch den Dienst der Priester und Laien, die ihnen die Heilslehre […] vermitteln und ihnen geistige Hilfe leisten […]“ Die Eltern haben die Verantwortung, dafür zu sorgen, dass die Kinder dies geistige Hilfe auch erhalten und „mit der profanen auch die christliche Ausbildung gleichen Schritt hält.“
- Die Präsenz der Kirche im schulischen Bereich zeigt sich in besonderer Weise durch die katholische Schule. Diesem Leitbild der katholischen Schule müssen alle von der Kirche in irgendeiner Weise abhängigen Schulen zu entsprechen suchen.
- Gleicherweise widmet die Kirche den Hochschulen, insbesondere den Universitäten und Fakultäten, ihre Sorge. „Die Studenten dieser Anstalten sollen zu Menschen herangebildet werden, die in ihrer Wissenschaft bestens bewandert, wichtigen Aufgaben im öffentlichen Leben gewachsen und Zeugen des Glaubens in der Welt sind.“

## Neue Ansätze
Der Erziehungs- und Bildungsauftrag der Kirche wird nicht mehr von den Rechten der Institution, sondern vom Recht des Kindes auf Erziehung und Bildung und vom Elternrecht her entfaltet. Aus diesem Recht und der Pflicht der Eltern, ihre Kinder zu erziehen, leitet das Konzil das Recht auf freie Schulwahl ab (GE 6). Darunter verstehen die Konzilsväter mehr als die Zulassung nicht-staatlicher Schulen.

„Die Eltern, die zuerst und unveräußerlich die Pflicht und das Recht haben, ihre Kinder zu erziehen, müssen in der Wahl der Schule wirklich frei sein. Die Staatsgewalt, deren Aufgabe es ist, die bürgerlichen Freiheiten zu schützen und zu verteidigen, muß zur Wahrung der ‚austeilenden Gerechtigkeit‘ darauf sehen, daß die öffentlichen Mittel so ausgegeben werden, daß die Eltern für ihre Kinder die Schulen nach ihrem Gewissen wirklich frei wählen können (GE 6).“

 Die staatliche Finanzierung der freien Schulen dient der Verwirklichung des Elternrechts und der Gewissensfreiheit. Das Konzil lehnt jedoch jede Art von Schulmonopol ab, mit der Begründung, dass dies „den angeborenen Rechten der menschlichen Person widerstreitet […] und dem in vielen Staaten heute herrschenden Pluralismus widerspricht.“ (GE 6)

## Eltern, Schüler und Schule
Die besondere Stellung von Familie und Elternhaus im Bereich Schule und Bildung wird ebenfalls in diesem Konzilstext deutlich. Die Eltern sind die ersten und wichtigsten Erzieher ihrer Kinder. Die Zusammenarbeit von Schule und Elternhaus ist daher auch aus christlicher Sicht wichtig. Schon am Tag des Eintritts in eine katholische Schule soll der Schüler empfinden, dass er sich in einer neuen Umwelt befindet. Das Konzil hat die Schulen als eine vom Geist der Liebe und der Freiheit geprägte Umwelt beschrieben.

## Katholische Schulen
„Die besondere Aufgabe der katholischen Schule ist es einen Lebensraum zu schaffen, in dem der Geist der Freiheit und der Liebe des Evangeliums lebendig ist. Sie hilft dem jungen Menschen, seine Persönlichkeit zu entfalten und zugleich der neuen Schöpfung nach zu wachsen, die er durch die Taufe geworden ist. Ferner richtet sie die gesamte menschliche Bildung auf die Heilsbotschaft aus, so daß die Erkenntnis, welche die Schüler stufenweise von der Welt, vom Leben und vom Menschen gewinnen, durch den Glauben erleuchtet wird (25). So erzieht die katholische Schule, indem sie sich den Anforderungen der Zeit gebührend aufschließt, ihre Schüler dazu, das Wohl der irdischen Gemeinschaft wirksam zu fördern, und bereitet sie zum Dienst an der Ausbreitung des Reiches Gottes, damit sie in einem vorbildhaften und apostolischen Leben gleichsam zum Sauerteig des Heils für die menschliche Gemeinschaft werden.“

## Andere Schüler
Katholische Schulen werden auch von nicht-katholischen, auch von nicht-christlichen Schülern besucht. In manchen Ländern bilden diese sogar die große Mehrheit der Schüler. Das Konzil hat dieses in dieser Erklärung zur Kenntnis genommen: 

„Es sei darauf hingewiesen, dass der Kirche auch jene katholischen Schulen am Herzen liegen, und dies betrifft insbesondere die Gebiete der jungen Kirchen, die vornehmlich von nichtkatholischen Schülern besucht werden (GE 9).“

## Der religiöse Erziehungsprozess
Die Erklärung des Vatikanischen Konzils kommt immer wieder auf den dynamischen Gesichtspunkt der gesamtmenschlichen Erziehung zurück, nach christlicher Auffassung ist jedoch ein rein menschlicher Erziehungsprozess unzulänglich. Die menschliche Person soll sich nach jenem Modell bilden, das seinen Maßstab an Christus nimmt. Daher greift dieses Erziehungskonzept zwar die menschlichen Werte auf, es bereichert sie jedoch auf übernatürliche Weise, die Konzilserklärung hat sich dazu klar geäußert. Die Qualität des Unterrichtes soll den Schülern helfen, sich selbst menschlich und christlich zu erziehen, dieses bilde die beste Vorbereitung dafür, Erzieher von anderen zu werden.

## Text und Kommentar
- Declaratio de Educatione christiana / Erklärung über die christliche Erziehung. Einleitung und Kommentar hrsg. vom Bischof Dr. Johannes Pohlschneider u. a. In: LThK², Das Zweite Vatikanische Konzil, Konstitutionen, Dekrete und Erklärungen, Lateinisch und Deutsch. Kommentare, Teil II, Herder-Verlag, Freiburg im Brsg. 1967, S. 357–404. Ausführlich eingeleiteter und kommentierter lateinisch-deutscher Paralleltext.
- Die Erklärung über die christliche Erziehung „Gravissimum educationis“. In: Karl Rahner / Herbert Vorgrimler: Kleines Konzilskompendium. Sämtliche Texte des zweiten Vatikanums. Herder-Verlag, Freiburg im Breisgau 22. Auflage 1990, S. 335–348. [Einleitung und Text]